# Pierre-Jules Gaye
Pour les articles homonymes, voir Gaye (homonymie).
Pierre-Jules Gaye est un journaliste français né en Angleterre à Thornfield Bingley (Yorkshire) le 8 novembre 1946.

## Carrière
Ancien élève de l'ESJ (École supérieure de journalisme de Lille), diplômé de l'Université de Liège en sciences sociales et économiques, il a fait sa carrière à l'Yonne républicaine où il fut rédacteur en chef et éditorialiste du site internet. 
Il a créé, en janvier 2010, une société de production multimédias, G Prod SAS, qui est propriétaire et édite Auxerre TV, la première Web Télé de l'Yonne en Bourgogne"Auxerre TV".

## Publications
- Maulnes, voyage au centre du pentagone (éditions L'Yonne Républicaine, 1999), dessins de Marc Taraskoff, publié sous la direction de Daniel Mermet. Une étude sur l'énigmatique château pentagonal de la Renaissance (1566-1572) près de Cruzy-le-Châtel dans l'Yonne en Bourgogne-Franche-Comté.
- "Journal d'Elise" (Récit d'un accident tragique, de l'ombre à la lumière) Compte d'auteur, 2007
- Entretien avec ''Guy Férez, maire socialiste d'Auxerre : "Auxerre, une passion" (Éditions de Bourgogne, 2010)